# هنريك كووالتشيك
هنريك كووالتشيك هو رياضياتي وسياسي بولندي، ولد في 15 يوليو 1956 في Żabianka, Masovian Voivodeship ‏ في بولندا. نشط حزبياً في حزب العدالة والقانون البولندي. وقد انتخب عضو سيم ‏.